# Parcy-et-Tigny
Parcy-et-Tigny är en kommun i departementet Aisne i regionen Hauts-de-France i norra Frankrike. Kommunen ligger  i kantonen Oulchy-le-Château som ligger i arrondissementet Soissons. År 2022 hade Parcy-et-Tigny 247 invånare.

## Befolkningsutveckling
Antalet invånare i kommunen Parcy-et-Tigny
Referens: INSEE